# Hyperhalosydna bicornis
Hyperhalosydna bicornis är en ringmaskart som beskrevs av Averincev 1978. Hyperhalosydna bicornis ingår i släktet Hyperhalosydna och familjen Polynoidae. Inga underarter finns listade i Catalogue of Life.